# Juice (Lizzo)
Juice is een nummer van de Amerikaanse zangeres en rapper Lizzo. Zij schreef het nummer samen met Eric Frederic, Theron Makiel Thomas, Sam Sumser en Sean Small, terwijl Frederic samen met Nate Mercereau de productie voor zijn rekening nam. In januari 2019 werd het uitgebracht als leadsingle voor haar derde studioalbum, Cuz I Love You.

## Achtergrond
Het nummer gaat over omgaan met schaamte voor je eigen lichaam. Lizzo had als tiener veel last van haar eigen lichaam. Nu ze ouder is wil ze haar publiek vertellen dat je trots mag zijn op hoe je eruitziet. "Uiteindelijk wil ik dat mijn muziek mensen een goed gevoel geeft, ik wil dat het mensen helpt van zichzelf te houden. Dit nummer gaat over in de spiegel kijken, genieten van wat je ziet en iedereen dit laten weten."

## Hitnoteringen en prijzen
Juice bereikte de als hoogste notering een vierde plek op de nationale hitlijst van Israël en een zesde plek in Mexico. Verder wist het in geen enkel land de top tien te halen. In de Billboard Hot 100 eindigde het nummer op de tweeëntachtigste plek. In de Nederlandse Top 40 stond het vier weken met een vierendertigste plaats als hoogste notering.

### Nederlandse Top 40
| Hitnotering: 09-02-2019 t/m 02-03-2019 | Hitnotering: 09-02-2019 t/m 02-03-2019 | Hitnotering: 09-02-2019 t/m 02-03-2019 | Hitnotering: 09-02-2019 t/m 02-03-2019 | Hitnotering: 09-02-2019 t/m 02-03-2019 | Hitnotering: 09-02-2019 t/m 02-03-2019 |
| Week:                                  | 1                                      | 2                                      | 3                                      | 4                                      |                                        |
| -------------------------------------- | -------------------------------------- | -------------------------------------- | -------------------------------------- | -------------------------------------- | -------------------------------------- |
| Positie:                               | 39                                     | 35                                     | 34                                     | 37                                     | uit                                    |